# Supertaça Cândido de Oliveira de 2023
A Supertaça Cândido de Oliveira de 2023 foi a 45.ª edição da Supertaça Cândido de Oliveira.
Foi disputada entre o campeão nacional Benfica, enquanto vencedor da Primeira Liga de 2022–23, e pelo FC Porto, vencedor da Taça de Portugal de 2022–23. O Benfica sagrou-se campeão da competição pela 9ª vez na sua história, vencendo o Porto por 2-0.

## Antecedentes e histórico
A FPF anunciou no dia 7 de junho que a disputa seria no dia 9 de agosto, no Estádio Municipal de Aveiro, que recebeu a 13.ª final da competição em 15 anos, sendo este o jogo de inauguração da temporada 2023–24. O Benfica venceu a Primeira Liga da temporada 2022–23. O Porto, vencedor da Taça de Portugal na temporada 2022–23, foi para a sua 33.ª participação na Supertaça.

## Qualificação
O Benfica classificou-se para a disputa da Supertaça no dia 27 de maio, ao vencer o Santa Clara por 3–0 em casa, na 34ª rodada do Campeonato Nacional, conquistando o seu 38.º título da competição. O FC Porto classificou-se para disputa ao vencer a Taça de Portugal frente ao SC Braga por 2–0 no dia 4 de junho, conquistando o seu 19.º título da competição.

## Partida
| 9 de agosto de 2023 | Benfica                 | 2–0 | Porto | Estádio Municipal de Aveiro |
| 20:45               | Di María 61' · Musa 68' |     |       | Árbitro: Luis Godinho       |

| Benfica | Porto |

| G              | 99 | Odisseas Vlachodimos                 | 87' |     |
| LD             | 6  | Alexander Bah                        | 43' |     |
| Z              | 4  | António Silva                        |     |     |
| Z              | 30 | Nicolás Otamendi                     |     |     |
| LE             | 23 | Mihailo Ristić (David Jurásek)       | 15' | 46' |
| V              | 87 | João Neves (Chiquinho)               | 49' | 75' |
| V              | 10 | Orkun Kökçü (Florentino Luís)        | 27' | 70' |
| M              | 11 | Ángel Di María (Andreas Schjelderup) |     | 90' |
| M              | 8  | Fredrik Aursnes                      |     |     |
| M              | 20 | João Mário (Petar Musa)              | 16' | 46' |
| A              | 27 | Rafa Silva                           |     | 46' |
| Substituições: |    |                                      |     |     |
| LE             | 13 | David Jurásek                        |     | 46' |
| A              | 33 | Petar Musa                           |     | 46' |
| V              | 61 | Florentino Luís                      |     | 70' |
| M              | 22 | Chiquinho                            | 84' | 75' |
| A              | 21 | Andreas Schjelderup                  |     | 90' |
| Treinador:     |    |                                      |     |     |
| Roger Schmidt  |    |                                      |     |     |

| G                | 99 | Diogo Costa                      |       |     |
| LD               | 11 | Pepê                             | 45+1' |     |
| Z                | 3  | Pepe                             | 90'   |     |
| Z                | 5  | Iván Marcano                     |       |     |
| LE               | 12 | Zaidu Sanusi (Gonçalo Borges)    | 55'   | 81' |
| V                | 8  | Marko Grujić (João Mário)        |       | 69' |
| V                | 6  | Stephen Eustáquio (Romário Baró) | 65'   |     |
| M                | 25 | Otávio                           |       |     |
| M                | 13 | Galeno                           |       |     |
| A                | 19 | Danny Namaso (Toni Martínez)     | 29'   | 65' |
| A                | 9  | Mehdi Taremi (Fran Navarro)      |       | 81' |
| Substituições:   |    |                                  |       |     |
| M                | 28 | Romário Baró                     |       | 65' |
| A                | 29 | Toni Martínez                    |       | 65' |
| LD               | 23 | João Mário                       |       | 69' |
| A                | 21 | Fran Navarro                     |       | 81' |
| A                | 70 | Gonçalo Borges                   |       | 81' |
| Treinador:       |    |                                  |       |     |
| Sérgio Conceição |    |                                  |       |     |

## Vencedor
| Supertaça Cândido de Oliveira 2023 |
| ---------------------------------- |
| Benfica (9º Título)                |